# Ульбинская ГЭС
Ульби́нская гидроэлектроста́нция — ГЭС на реке Тихая, у города Риддер Восточно-Казахстанской области, Республика Казахстан. Входит в Лениногорский каскад ГЭС, являясь его крупнейшим объектом. В 1937—1952 годах Ульбинская ГЭС была крупнейшей гидроэлектростанцией Казахстана. После разрушения в 1975 году плотины, а в 1985 году водовода станция пришла в негодность. В 2014 году началось восстановление станции, а в 2016 году реконструированная Ульбинская ГЭС была вновь введена в эксплуатацию.
На момент постройки в XX веке конструкция Ульбинской ГЭС включала в себя ряд уникальных элементов, таких как самый длинный в мире деревянный напорный водовод (туннель для воды) и переливная каменно-набросная плотина оригинальной конструкции. 

## Конструкция станции
Конструктивно Ульбинская ГЭС представляет собой деривационную гидроэлектростанцию с отдельно расположенным регулирующим водохранилищем. Особенностью станции является большое количество гидротехнических сооружений, расположенных на значительном расстоянии друг от друга (так, комплекс сооружений Малоульбинского водохранилища находится на расстоянии более 30 км от основных сооружений Ульбинской ГЭС). Концепция работы станции предусматривает накопление воды в высокогорном Малоульбинском водохранилище, из которого она подаётся в реку Громотуху, откуда забирается в деривацию верхних ступеней Лениногорского каскада (Хариузовская и Тишинская ГЭС), после чего попадает в Тишинское водохранилище, а из него — в деривацию Ульбинской ГЭС. Отработавшая на турбинах вода по отводящему каналу сбрасывается в реку Ульбу. Установленная мощность электростанции — 27,6 МВт, среднегодовая выработка — 108 млн кВт·ч.

### Малоульбинское водохранилище
50°10′17″ с. ш. 83°49′49″ в. д.
Малоульбинское водохранилище расположено в труднодоступной горной местности, на высоте 1572 м над уровнем моря. Водохранилище предназначено для накопления воды в многоводный весенне-летний период с целью повышения стока в меженный зимний период (сезонное регулирование), с целью увеличения выработки электроэнергии на ГЭС Лениногорского каскада и обеспечения надёжного водоснабжения города Риддер. Водохранилище создано в межгорной котловине, на реке Малая Ульба, сброс воды производится в реку Левая Громотуха, то есть водохранилище производит внутрибассейновую переброску стока (из одного притока Ульбы в другой). Площадь зеркала водохранилища при нормальном подпорном уровне (НПУ) 1572,5 м составляет 6,52 км² (при НПУ 1567,5 м — 5,21 км²), длина 5 км, наибольшая ширина 3 км, средняя глубина 13,4 м, наибольшая глубина 31,5 м, площадь водосбора 40,5 км². Уровень мёртвого объема (УМО) водохранилища составляет 1550,5 м. В связи с ухудшением состояния плотин максимальный уровень наполнения водохранилища ограничен отметкой 1567,5 м, или на 5 м ниже проектной. Полный проектный объём водохранилища составляет 84,5 млн м³, разрешённый для использования полный объём — 58,26 млн м³, проектный полезный объём — 80,41 млн м³, разрешённый для использования полезный объём — 54,17 млн м³.
Напорный фронт гидроузла создают три плотины — одна каменно-набросная на Малой Ульбе и две земляные, со стороны бассейна Левой Громотухи. Каменно-набросная плотина объёмом 280 тыс. м³ и длиной 367 м, имеет высоту 34,5 м, ширину по основанию 74,5 м, ширину по гребню 5 м, отметка гребня 1574 м. Для предотвращения фильтрации в основании плотины заложен бетонный зуб, заглублённый в скалу на 6-11 м, в основании зуба выполнена цементационная завеса. Также плотина снабжена противофильтрационным элементом в виде экрана из трех слоев досок лиственницы, разделённых двумя слоями битумных матов. Земляные плотины № 1 и 2 (разделённые небольшой песчаной грядой) имеют общий объём 300 тыс. м³ и отметку гребня 1575 м. Плотины отсыпаны из разнозернистых песков, противофильтрационные элементы представлены экраном из суглинка, сопряженным со скалой с помощью глинобетонного зуба. Плотина № 1 имеет высоту 12,6 м и длину 276,5 м, плотина № 2 имеет высоту 11,6 м и длину 359,5 м.
Водосбросные сооружения представлены двумя водовыпусками тоннельного типа (в Малую Ульбу и Левую Громотуху соответственно). Тоннельный строительный водовыпуск проходит под каменно-набросной плотиной, имеет пропускную способность 40 м³/с. Состоит из входной части в виде воронки, тоннеля круглого сечения длиной 95 м и диаметром 2,2 м общей длиной 450 м, портала водовыпуска с дроссельным и игольчатым затворами, поверхностного водослива. Тоннельный рабочий водовыпуск расположен вблизи земляной плотины № 2, имеет пропускную способность 25 м³/с. Состоит из подводящего канала длиной 440 м и шириной 2 м, водоприёмника в виде железобетонной камеры с сороудерживающей решёткой и шандорной стенкой, тоннеля круглого сечения длиной 325 м и диаметром 2 м, портала водовыпуска с дроссельным и игольчатым затворами, бутобетонного лотка длиной 37 м, металлической трубы длиной 186 м и металлического гасителя. Также имеются две малые гидроэлектростанции (в настоящее время не функционирующие). Проектом была предусмотрена переброска в Малоульбинское водохранилище верхнего течения Левой Громотухи по тоннелю длиной 2 км, но в связи с началом Великой Отечественной войны эти планы не были осуществлены.
После разрушения разрушения плотины и остановки ГЭС в 1985 году сооружения Малоульбинского водохранилища продолжали эксплуатироваться.

### Тишинское водохранилище
50°19′23″ с. ш. 83°26′01″ в. д.

Схема Ульбинской ГЭС

Тишинское водохранилище было создано на реке Тихая, с целью суточного и недельного регулирования стока реки для работы Ульбинской ГЭС (вода накапливалась в водохранилище в периоды низкой потребности в электроэнергии, например ночью и в выходные дни, и расходовалась при увеличении энергопотребления). В водохранилище поступала вода из Громотухи, отработавшая на турбинах Хариузовской и Тишинской ГЭС. Река Тихая в створе водохранилища имеет площадь водосбора 605 км², среднегодовые расход 18 м³/с и сток 0,58 км³. Водохранилище было образовано переливной плотиной оригинальной конструкции — ряжевой каменно-земляной, тело плотины было отсыпано из суглинков и каменной наброски, низовая водосливная грань плотины была укреплена крупными валунами, на гребне смонтирована бетонная переливная стенка. Уникальность плотины заключалась в её использовании как водосбросной, при том что обычно грунтовые плотины не используются для пропуска воды из-за опасений их размыва. Концепция плотины, предложенная инженером строительства Г. А. Васильевым и профессором Н. П. Пузыревским, заключалась в гашении энергии водного потока на валунах низовой грани плотины. Такая конструкция позволила сократить срок строительства плотины, сэкономить дефицитные материалы и снизить стоимость гидроузла. Плотина проработала более 40 лет, до 1979 года, когда она была разрушена сильным паводком и более не восстанавливалась, водохранилище было спущено.
При строительстве плотины длиной 110 м и высотой около 10 м было вынуто 100 тыс. м³ земли, уложено 188 тыс. м³ грунта и 35 тыс. м³ валунов. Тишинское водохранилище имело отметку нормального подпорного уровня 437 м, полную ёмкость 6,7 млн м³, полезную ёмкость 3 млн м³, площадь 2,3 км².
После постройки новой плотины в 2010 годах Тишинское водохранилище вновь наполнилось водой. На апрель 2024 года уровень воды составлял 437,98 м. Перелив через гребень переливной плотины составлял 95 см.

### Деривация
Ульбинская ГЭС — станция деривационного типа, напор на её турбинах создаётся путём отвода части стока реки с помощью протяженной деривации, состоящей из системы водоводов и тоннелей. Деривация включает в себя:
- Водоприёмник на Тишинском водохранилище, обеспечивающий забор воды — 50°19′25″ с. ш. 83°25′39″ в. д.HGЯO.
- Тоннель диаметром 3 м и длиной 212,2 м.
- Металлический напорный водовод. До 1985 года использовался деревянный (из лиственницы), с металлическими бандажами напорный водовод диаметром 3,25 м и длиной 8000 м — крупнейшее в мире сооружение подобного типа.
- Три тоннеля диаметром 3 м и длиной 1418,8 м, 217 м и 81 м соответственно.
- Уравнительная шахта высотой 30 м, предназначенная для защиты деривации от гидроударов, возникающих при быстром изменении мощности турбин.
- Здание дисковых затворов.
- Металлический напорный трубопровод диаметром 2 м и длиной 621 м.

### Здание ГЭС
50°15′45″ с. ш. 83°19′32″ в. д.
Машинный зал Ульбинской ГЭС имеет длину 37,6 м, ширину 10 м, расстояние между осями гидроагрегатов 6 м, оборудован мостовым краном грузоподъёмностью 50 т. В машинном зале установлено 3 вертикальных гидроагрегата с радиально-осевыми турбинами РО 1126-ВМ-136 и генераторами ВГСФ ВГ-500/9500 мощностью по 9,2 МВт. Турбины работают на расчётном напоре 155 м, при котором расход воды через каждую турбину составлял 7,6 м³/с, диаметр рабочего колеса турбины — 1,36 м. Производитель турбин — Ленинградский металлический завод, генераторов — Харьковский турбогенераторный завод. Отработавшая на гидроагрегатах вода сбрасывается в реку Ульбу через отводящий канал длиной 300 м.
Электроэнергия с генераторов выдается на напряжении 6,3 кВ и преобразовывалась на напряжение 110 кВ с помощью трёх трансформаторов типа ОМ мощностью по 15 кВА. В энергосистему электроэнергия выдается с открытого распределительного устройства по четырём линиям электропередачи 110 кВ.

## История строительства и эксплуатации
Первые изыскания по строительству ГЭС на Ульбе и её притоках были проведены ещё в 1921 году, в дальнейшем они велись специалистами Ленинградского отделения Гидроэлектропроекта, которым и была спроектирована станция. Строительство Ульбинской ГЭС было начато в 1931 году, Малоульбинского водохранилища — в 1932 году, и было объявлено Всесоюзной стройкой. Была создана специализированная организация — «Ульбастрой». Строительство велось в сложных условиях, преимущественно вручную. Остро не хватало жилья, строители жили летом в палатках, а зимой в неприспособленных помещениях. От железной дороги Усть-Каменогорск — Риддер к стройплощадке станции была проложена узкоколейная железная дорога, а к площадке Малоульбинского водохранилища пришлось в горных условиях строить дорогу длиной 62 км, по которой транспортировка грузов велась в основном на лошадях. Для энергоснабжения стройплощадки Малоульбинского гидроузла были построены две временные гидроэлектростанции, одна из которых была оставлена в эксплуатации и после завершения строительства и снабжала электроэнергией приводы затворов и жильё эксплуатационного персонала.
Первый гидроагрегат Ульбинской ГЭС был пущен 11 февраля 1937 года, в сентябре того же года начала свою работу вторая машина, третий гидроагрегат был введён в эксплуатацию в июне 1940 года. Строительство Малоульбинского водохранилища велось в три этапа, в связи со сложными условиями затянулось и было в основном завершено в 1942—44 годах. В эксплуатацию водохранилище было введено в 1938 году. С момента пуска и вплоть до 1952 года Ульбинская ГЭС была крупнейшей гидроэлектростанцией Казахстана. При строительстве Ульбинской ГЭС была произведена выемка 1,063 млн м³ и насыпь 0,617 млн м³ грунта (плюс 0,13 млн м³ каменной наброски), уложено 53 тыс. м³ бетона и железобетона, смонтировано 2,9 тыс. т металлоконструкций и механизмов. Сметная стоимость строительства в ценах 1961 года составила 69,8 млн рублей.

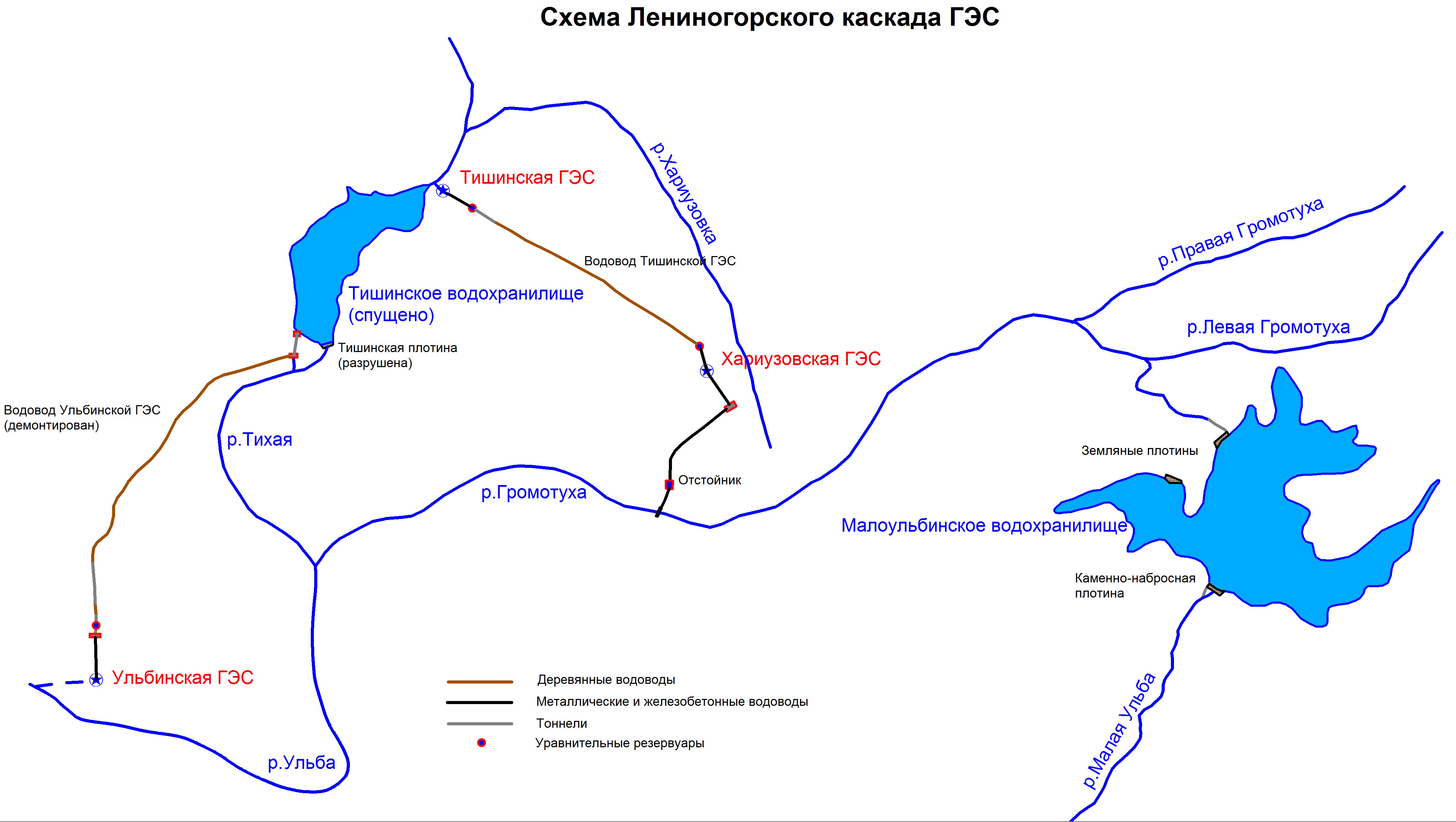
Схема Лениногорского каскада (по состоянию на 2013 год)

Ульбинская ГЭС играла важную роль в энергоснабжении промышленной зоны Риддера (свинцово-цинковые рудники, полиметаллический комбинат), а также промышленности Усть-Каменогорска — до начала 1950-х годов она являлась крупнейшей электростанцией региона. Особое значение её работа имела в годы Великой Отечественной войны — производившийся в Лениногорске (так с 1941 года назывался Риддер) свинец был крайне необходим фронту, а в Усть-Каменогорск было эвакуировано несколько оборонных предприятий, остро нуждавшихся в электроэнергии. В 1940-х годах на базе Лениногорских ГЭС образовалась энергетическая система «Алтайэнерго». В апреле 1954 года Ульбинская ГЭС (вместе с действовавшей на Малоульбинском водохранилище ГЭС «Рыбный ключ» мощностью 0,432 МВт), Хариузовская и Тишинская ГЭС были объединены в Лениногорский каскад ГЭС.
В послевоенные годы основное внимание уделялось увеличению надёжности работы станции и повышению её экономичности. Так, эксплуатационный персонал Малоульбинского водохранилища был уменьшен с 75 до 4 человек. С середины 1950-х годов, после пуска мощных Усть-Каменогорской ГЭС и Усть-Каменогорской ТЭЦ значение Ульбинской ГЭС снизилось. В 1979 году сильным паводком была разрушена Тишинская плотина, имелись жертвы. За допущенные ошибки были сняты с работы два директора Лениногорского каскада и директор «Алтайэнерго». В 1985 году уже вышел из строя и был демонтирован деревянный водовод. Разрушенные сооружения было решено не восстанавливать.
Малоульбинское водохранилище было оставлено в эксплуатации, но его состояние из-за деградации деревянного экрана каменно-набросной плотины, а также наличия смещений и деформаций плотины оценивалось как аварийное, в связи с чем с 1980 года его максимальный уровень наполнения был понижен на 5 м, что снизило полный объём до 58,26 млн м³. В 1982 году институтом «Казгидропроект» был создан технический проект «Восстановительный ремонт каменно-набросной плотины Мало-Ульбинского водохранилища», в соответствии с которым предполагалось выполнить усиление плотины как с нижнего, так и с верхнего откоса, а также сооружение суглинистого экрана, в 1994 году рабочий проект восстановительных работ был скорректирован. Однако в полном объёме работы проведены не были — была выполнена лишь частичная пригрузка низового откоса горной массой, а также присыпка деревянного экрана щебнистым грунтом. По состоянию на 2006 год состояние плотины оценивалось как удовлетворительное. В 2009 году в экране была обнаружена протечка размером 1,5×0,5 м, ликвидированная с привлечением водолазов в тот же год.

### Восстановление
В 1990-х годах Лениногорский каскад (включая Ульбинскую ГЭС и Малоульбинское водохранилище) был приватизирован и перешёл в собственность ТОО «Риддер ГЭС»; лицензиями на производство электроэнергии и транспортировку вод, связанными с эксплуатацией Лениногорского каскада ГЭС, владеет ТОО «Компания ЛК ГЭС». Высказывались предложения о восстановлении Ульбинской ГЭС, в частности оно предусмотрено программой развития электроэнергетики Казахстана до 2030 года (согласно технико-экономическому расчёту, стоимость восстановления оценивалась в 15 млн долл.).
Восстановление станции началось в 2014 году. К 2015 году был возведён деривационный водовод, на этот раз уже полностью металлический. В 2016 году ввели в строй первый гидроагрегат, второй гидроагрегат — в 2017 году, третий — в 2018 году.
В 2018 году были проведены очередные ремонтные работы, заключавшиеся в отсыпке суглинистого грунта на верховую грань плотины, что позволило снизить фильтрацию. Помимо обеспечения выработки станциями Лениногорского каскада, работа Малоульбинского водохранилища имеет большое значение для обеспечения водоснабжения населения Риддера и Риддерской ТЭЦ.